# Dermatolepis dermatolepis
Dermatolepis dermatolepis là một loài cá biển thuộc chi Dermatolepis trong họ Cá mú. Loài này được Theodore Nicholas Gill mô tả lần đầu tiên vào năm 1861. Năm 1895 George Albert Boulenger chuyển nó sang chi Epinephelus và đổi danh pháp thành Epinephelus dermatolepis, do danh pháp Epinephelus punctatus (Bloch, 1790) = Holocentrus punctatus Bloch, 1790 = Epinephelus guttatus (Linnaeus, 1758)? đã chiếm chỗ trước. Năm 1993 Heemstra P. C. & J. E. Randall chuyển nó về chi Dermatolepis.

## Phân bố và môi trường sống
D. dermatolepis có phạm vi phân bố khá rộng ở vùng biển Đông Thái Bình Dương. Chúng được tìm thấy từ thành phố El Segundo, bang California và vịnh California, trải dài về phía nam đến phía bắc Peru, bao gồm các hòn đảo ngoài khơi. D. dermatolepis sinh sống xung quanh các rạn san hô và đá ngầm ở độ sâu được ghi nhận trong khoảng 5 – 50 m, nhưng có thể sống ở sâu hơn. Cá con thường ẩn mình trong các gai dài của loài nhím biển của chi Centrostephanus và Diadema.

## Mô tả
D. dermatolepis trưởng thành có chiều dài cơ thể lớn nhất đo được là 100 cm. Thân của nó có màu nâu xám với các đốm trắng và một ít các đốm đen nhỏ. Trán có độ xiên. Mặt có màu nâu với một sọc sáng nằm giữa hai mắt, chạy từ môi trên đến phần đầu vây lưng. Các vây có viền vàng. Cá con có màu đen với các sọc trắng xen kẽ, nhiều vệt đen trên vây.
Số gai ở vây lưng: 11; Số vây tia mềm ở vây lưng: 18 - 20; Số gai ở vây hậu môn: 3; Số vây tia mềm ở vây hậu môn: 9; Số vây tia mềm ở vây ngực: 19 - 20.
Thức ăn của D. dermatolepis là những loài cá nhỏ, động vật thân mềm và động vật giáp xác. Chúng thường bơi thành những đàn lớn và sinh sản đồng thời theo tập hợp (gồm 30 - 70 cá thể). Mùa sinh sản của chúng thay đổi hàng năm hoặc diễn ra trong suốt cả năm. D. dermatolepis được đánh bắt để phục vụ thương mại, nhất là tại quần đảo Galapagos.